# Notopholia corusca
El estornino ventrinegro (Notopholia corusca) es una especie de ave paseriforme de la familia Sturnidae propia de África oriental.

## Distribución y hábitat
Se extiende por las regiones costeras del este de África, distribuido por Kenia, Mozambique, Somalia, Sudáfrica, Suazilandia, Tanzania y Zimbabue. Su hábitat natural son los bosques húmedos tropicales y subtropicales.